# Жълтоклюна лопатарка
Жълтоклюната лопатарка (Platalea flavipes) е вид птица от семейство Ибисови (Threskiornithidae).

## Разпространение
Видът е разпространен в Австралия.